# Groupe de reconnaissance
Un Groupe de Reconnaissance ou GR, est un type d'unité de l'armée de terre française, qui a existé au début de la Seconde Guerre mondiale. 

## Préambule
« Dans toutes les actions de guerre il est indispensable d’être assuré contre la surprise.

Il faut s’efforcer de surprendre l’ennemi tout en évitant d’être surpris par lui.

C’est pour répondre à cette nécessité et pour leur sureté que les grandes unités ont créé ces unités.

Seule la cavalerie était à même d’assumer efficacement cette mission de découverte et de couverture. »

Les missions des GR étaient donc :
- la recherche du renseignement ;
- la prise de contact avec l’ennemi ;
- la sûreté ;
- le renforcement.

## Historique
Pendant la Première Guerre mondiale, le Corps d’Armée ne disposait que d’un groupe de deux escadrons à cheval et de deux groupes de mitrailleuses et la Division d’infanterie d'un escadron.
La création des Groupes de Reconnaissance date du 16 mai 1923

Les Groupes de Reconnaissance ont été des Unités de Formation, mises sur pied en un ou deux échelons, en couverture ou à la mobilisation, par les Centres Mobilisateurs de Cavalerie et en 1940 pour un certain nombre de GRDI par des Dépôts de Cavalerie.

Ils étaient issus, en partie des Régiments de Cavalerie du temps de paix, non endivisionnés et dissous à la mobilisation ainsi que de Groupes d’Auto-Mitrailleuses.

Ces GR, dans leur formule de 1939-1940, ont su remplir utilement et glorieusement leurs missions de Reconnaissance et de Couverture, et quel que fut leur destin, les Commandants de Corps d’Armée et de Divisions d’Infanterie ont pu s’appuyer fermement et sans craintes sur leur Groupe de Reconnaissance pour la protection et la manœuvre de leurs grandes unités.

## Organisation initiale
Les Groupes de Reconnaissance relevaient, quant à leur organisation, d’un ou plusieurs Centre Mobilisateurs, généralement deux : 
- l’un assurant la mise sur pied des éléments hippomobiles,
- le second celle des éléments motorisés.

Ils se divisaient en Groupes de Reconnaissance
- de Corps d’Armée
- de Division d’infanterie
- de Régions fortifiées

Les Groupes de Reconnaissance comprenaient à l’origine :
- des Escadrons à cheval avec Groupe de mitrailleuses sur voiturettes
- 1 Compagnie de cyclistes avec Groupe de mitrailleuses sur voitures

Il était prévu des renforcements momentanés
- En infanterie en camions
- En génie
- En unités de mitrailleuses sur autos (bataillon de mitrailleurs)
- En sections de la compagnie Divisionnaire anti-chars
- En chars
- En artillerie

## Organisation en 1939
À la veille de la guerre de 1939, les Groupes de Reconnaissance étaient composés :
- Groupes de Reconnaissance de Corps d’Armée
  - Type normal (916 hommes)
    - 1 État Major
    - 1 Groupe d’escadrons à cheval
    - 1 Groupe d’escadrons motorisé

  - Type motorisé sans automitrailleuses (817 hommes)
    - 1 État Major
    - 1 groupe d’escadrons de Fusiliers motocyclistes
    - 1 groupe d’escadrons de Fusiliers moto et de mitrailleuses et canons anti-chars

- Groupes de Reconnaissance de Division d’infanterie
  - Type normal (685 hommes)
    - 1 État Major
    - 1 Escadron de fusiliers à cheval
    - 1 Escadron de fusiliers à moto
    - 1 Escadron motorisé

  - Type motorisé sans automitrailleuses (647 hommes)
    - 1 État Major
    - 2 Escadrons de fusiliers à moto
    - 1 Escadron motorisé

  - Type motorisé avec automitrailleuses (980 hommes)
    - 1 État Major
    - 1 Groupe d’Escadrons de découverte
    - 1 Groupe d’Escadrons de reconnaissance
    - 1 Escadron de Mitrailleurs motocyclistes

- Groupes de Reconnaissance outre-mer
  - Types Outre-mer
    - 1 État Major
    - 2 escadrons à cheval